# Беттарини, Роберто
Роберто Беттарини (итал. Roberto Bettarini; род. 5 мая 1947, Таранто, Апулия) — итальянский дипломат, Чрезвычайный и полномочный посол Италии в Бельгии (2010—2012).

## Биография
Родился 5 мая 1947 года в Таранто, в Италии. С 1975 года состоял на различных должностях в Министерстве иностранных дел Италии и находился на дипломатической службе в посольствах Италии в Киншасе, Париже, Багдаде и Каракасе. С 2005 года был дипломатическим советником министра здравоохранения Италии.
В 2006 году назначен чрезвычайным и полномочным послом Италии в Люксембурге. С 2010 по 2012 год был Чрезвычайным и полномочным послом Италии в Бельгии.
Дочь — Ребекка (после присоединения к православной церкви — Виктория Романовна) стала морганатической супругой князя Георгия Михайловича Романова.